# الرياضات الاحترافية

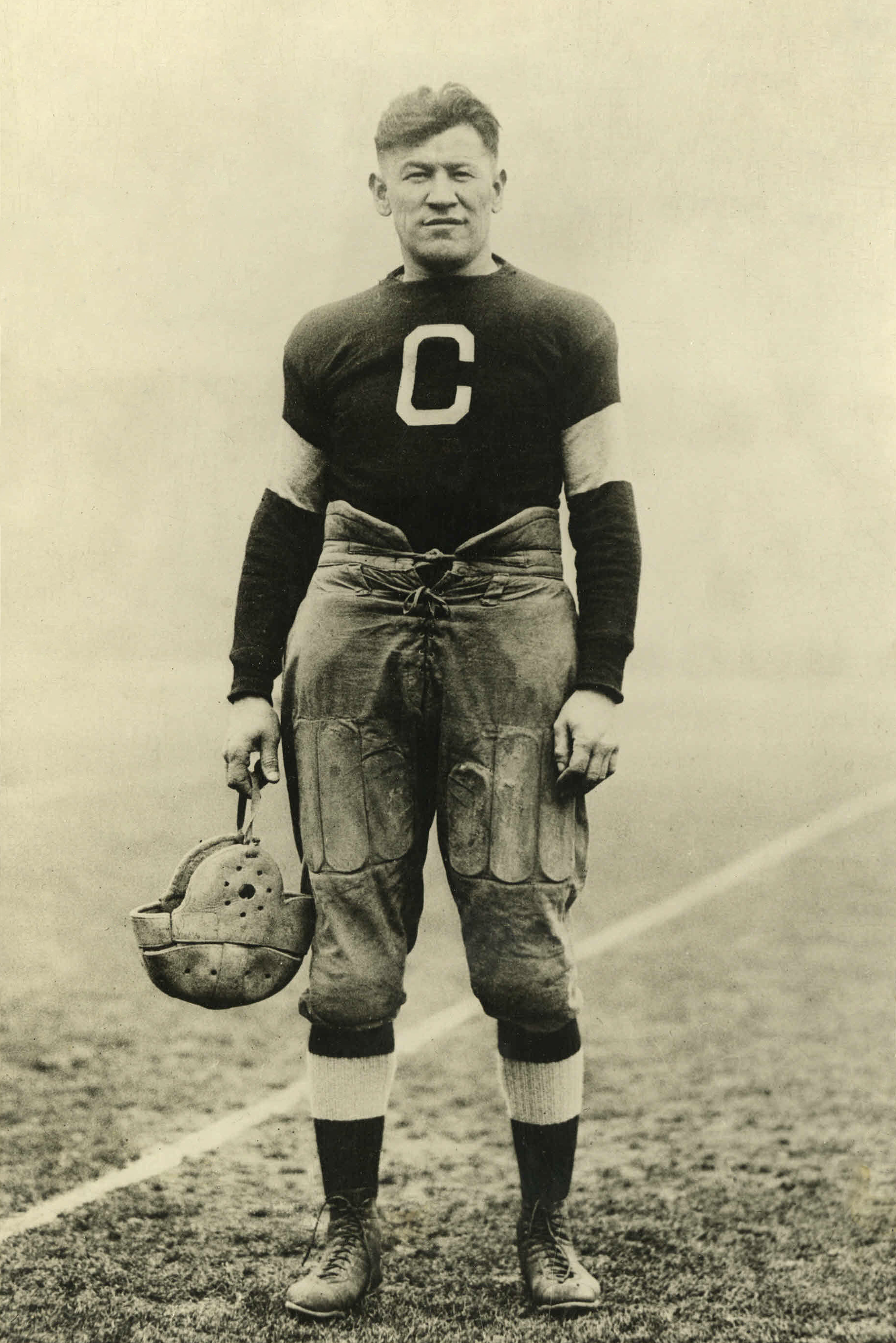

الرياضات الاحترافية، على عكس الرياضات التي يمارسها الهواة، هي الرياضات التي يحصل فيها الرياضيون على أموال مقابل أدائهم. بَرزت الرياضة الاحترافية إلى المقدمة بعد مجموعة من التطورات. جلبت وسائل الإعلام والرفاهية عددًا أكبر من الجماهير لها، بحيث أمكن للمنظمات والفرق الرياضية أن تحقق دخلًا كبيرًا. ونتيجة لذلك، تمكن عدد أكبر من الرياضيين من جعل الرياضة مهنتهم الأساسية، وتخصيص وقت للتدريب اللازم لزيادة المهارات والحالة البدنية والخبرة.
ساعدت هذه الكفاءة أيضًا في زيادة شعبية الرياضة. في معظم الرياضات التي تُمارس بشكل احترافي، يكون هناك لاعبين هواة يَفوقون عدد المحترفين بكثير.

## التاريخ

### البيسبول
نَشأت لعبة البيسبول قبل الحرب الأهلية الأمريكية (1861-1865). لُعِبت لأول مرة على ملاعب الرمل على وجه التحديد، وقد أُعطى تسجيل الأهداف والنقاط جاذبية للعبة البيسبول.
يقول جون ثورن في موسوعة البيسبول: «لا يمكن تصور لعبة البيسبول دون تحطيم الأرقام القياسية».
في عام 1871، أُنشئ أول دوري بيسبول محترف. وبحلول بداية القرن العشرين، كان لدى معظم المدن الكبرى في شرق الولايات المتحدة فريق بيسبول محترف.
وبعد أن برزت عِدة بطولات دوري وأفلت في القرن التاسع عشر، تأسست الرابطة الوطنية (التي تأسست عام 1876) والرابطة الأمريكية (المعترف بها باعتبارها دوريًا رئيسيًا في عام 1903) باعتبارها البطولات المهيمنة في أوائل القرن العشرين. يفوز الفريق الأكثر انتصاراً في كل دوري بـ «الراية»، ويتبارى الفائزون بالرايات بعد نهاية الموسم العادي في بطولة العالم. ويُعد الفائز في أربع مباريات على الأقل (من سبع مباريات محتملة) بطل تلك السنة.ما زال هذا الترتيب ساريًا حتى اليوم، على الرغم من أن الدوريات مقسمة الآن ويجري تحديد الرايات في سلسلة ما بعد الموسم، وهي السلسلة الفاصلة بين الفائزين في كل قسم.
شاعت لعبة البيسبول في عشرينيات القرن الماضي، عندما قاد بيب روث فريق نيويورك يانكيز إلى العديد من ألقاب بطولة العالم وأصبح بطلاً قومياً بفضل قوة لعبهِ على أرضية الملعب (الكرات التي لا يمكن لعبها بسبب تعرضها لخدوش خارج الملعب).
كان جاكي روبنسون من فريق بروكلين دودجرز أحد أبرز اللاعبين، والذي أصبح أول لاعب أمريكي من أصل أفريقي يشارك في البطولات الكبرى في عام 1947. قبل روبنسون، كان اللاعبون السود مقيدين في الدوريات الخاصة بذوي البشرة السمراء.
ابتداء من الخمسينيات من القرن الماضي، جرى توسيع النطاق الجغرافي لدوري البيسبول الرئيسي. حيثُ استقطبت المدن الغربية الفرق، إما من طريق إغرائهم للانتقال من المدن الشرقية أو من طريق تشكيل فرق موسعة مع لاعبين توفرهم الفرق القائمة.
وحتى سبعينيات القرن الماضي، وبسبب العقود الصارمة، كان مالكو فرق البيسبول يحتكرون اللاعبين فعليًا؛ منذ ذلك الحين، تغيرت القواعد بحيث أمكن اللاعبين أن يصبحوا وكلاء أحرار ضمن حدود معينة لبيع خدماتهم لأي فريق.
أدت الحروب الناتجة إلى تزايد ثراء اللاعبين. وسببت الخلافات بين اتحاد اللاعبين والملاك في بعض الأحيان توقف لعبة البيسبول لعدة أشهر في كل مرة. شَهِدت اليابان أيضًا تطوير دائرة بيسبول احترافية بارزة عُرفت باسم نيبون بروفيشنال بيسبول. تأسس اتحاد إن بّي بي (NPB) عام 1934، وبرز كقوة دولية بعد الحرب العالمية الثانية.
يعد إن بّي بي (NPB) أعلى مستوى للبيسبول خارج البطولات الكبرى في الولايات المتحدة، وغالبًا ما تهاجر أفضل المواهب اليابانية إلى الولايات المتحدة من طريق نظام إرسال البعثات.
تشمل البلدان البارزة الأخرى التي تمارس اللعبة كوريا الجنوبية (حيث يوجد في دوريها نظام إرسال خاص به مع دوري البيسبول الرئيسي) والمكسيك وأمريكا اللاتينية ودول الكاريبي.

### كرة القدم الأمريكية
أُضفي الطابع الاحترافي على كرة القدم الأمريكية في تسعينيات القرن التاسع عشر كعملية بطيئة وسرية في البداية.
كان كل من بودچ هيفلفينجر وبنيامين شينستون أول من وافق سراً على الدفع مقابل ممارسة اللعبة في عام 1892.
اندمجت البطولات الإقليمية في شيكاغو وبنسلفانيا وأوهايو ونيويورك في القرن العشرين وتسعينيات القرن الماضي، وقد أفسح معظمها المجال أمام ظهور الاتحاد الأمريكي لكرة القدم للمحترفين في عام 1920.
بحلول عام 1920، طغى على كرة القدم المحترفة لقب لعبة الجامعة. جَرت المباراة الأولى التي شارك فيها فريق أبڤا (APFA) في 26 سبتمبر 1920، في دوجلاس بارك في روك آيلاند، إلينوي، في مسقط رأس اللاعبين حيث هزم فريق أبڤا سانت بول 48-0.
وقعت أولى المباريات وجهاً لوجه في الدوري بعد أسبوع واحد حيث تغلب دايتون على كولومبوس 14-0 وتغلب روك آيلاند على مونسي 45-0.
كانت التمريرات الأمامية نادرة، وكان التدريب من الخطوط الجانبية محظوراً وتنافسَ اللاعبون في الهجوم والدفاع.
كان المال شحيحاً لدرجة أن جورج هالاس كان يحمل المعدات، ويكتبُ بيانات صحفية، ويبيع التذاكر، ويربط كاحله بالشريط، ويلعب ويُدرب لنادي ديكاتور.
على عكس الجدول الزمني القياسي المكون من 16 لعبة اليوم، حددت الأندية في عام 1920 خصومها وتمكنت من اللعب خارج الدوري وحتى الفرق الجامعية جرى احتسابها ضِمنَ سجلات هذهِ الأندية.
ومع عدم وجود إرشادات محددة، تنوع عدد المباريات التي لُعبت ونوعية المنافسين المجدولين من قبل فرق أبڤا APFA، ولم يحافظ الدوري على الترتيب الرسمي. شكّل موسم الافتتاح صراعاً. لاقت الألعاب القليل من الاهتمام من المشجعين وحتى من الصحافة.
وفقًا لكتاب روبرت دبليو بيترسون «السنوات الأولى لكرة القدم للمحترفين»، بلغَ متوسط عدد الجمهور نحو 4٫241.
دَعت لوائح الاتحاد الفرق إلى دفع 100 دولار رسوم دخول، لكن لم يَدفع أيُ أحد. انتهى الموسم في 19 ديسمبر.
وفي نهاية الموسم لم تكن هناك مباريات فاصلة (هذا الابتكار، على الرغم من أن الدوري الإقليمي لنيويورك قد استخدمهُ، لم يطبق حتى عام 1933) واستغرق الأمر أكثر من أربعة أشهر قبل أن يتوج الدوري نفسه كبطل.
مثلما فعلت كرة القدم الجامعية لعقود من الزمن، حدد اتحاد كرة القدم الأمريكية الفائز عن طريق الاقتراع.
في 30 أبريل 1921، صوت مُمَثلو الفريق لـ أكرون بروز كَبطل للدوري، إذ أنهى الموسم دون هزيمة بثمانية انتصارات وثلاثة تعادلات بينما حققَ سبع نقاط فقط، على الرغم من احتجاجات الفريقين الخاسرين في ديكاتور وبافالو، اللذين هَزموا كل منهم أكرون وحققوا المزيد من الانتصارات، ويرجع الفضل في ذلك جزئياً إلى مالك أكرون الذي ترأس الاجتماع.
حصل الفائزون على كأس فضية تَبرعت بهِ شركة السلع الرياضية برونزويك بالكي كوليندر.
في حين لم يُمنح اللاعبون خواتم مرصعة بالماس، فقد حصلوا على سلاسل ذهبية على شكل كرة قدم نقشت عليها عبارة «أبطال العالم».
يُعد مكان وجود كأس برونزويك بالكي كوليندر، الذي أُعطي لمرة واحدة فقط، غير معروف. ومع ذلك، استمر كإرث للمحترفين من APFA. 
يَلعب راسين كاردينالز الآن في أريزونا، وقد انتقل ديكاتور ستاليز إلى شيكاغو في عام 1921 وغيروا اسمهم إلى الدببة في العام التالي.
جرى تكريم عشرة من لاعبي APFA جنبًا إلى جنب مع كار في قاعة مشاهير المحترفين والتي فتحت أبوابها في عام 1963 بالقرب من معرض سيارات كانتون الذي أنجبَ اتحاد كرة القدم الأميركي في عام 1920.
بقيت APFA، التي عُرفت باسم الرابطة الوطنية لكرة القدم بحلول عام 1922، دوري كرة القدم الاحترافي السائد في الولايات المتحدة، وفي العالم بأسره.
حدث التطور تدريجياً من مجموعة عشوائية من الفرق في المدن الكبيرة والصغيرة إلى الهيكل الأكثر صرامة الذي هو عليه في الوقت الحاضر.
مع خروج معظم فرق السوق الصغيرة باستثناء غرين باي بيكرز من دوري كرة القدم الأمريكية بحلول وقت الكساد الكبير، فَشلت محاولات متعددة في فرق في المدن الرئيسية في واشنطن ونيويورك وديترويت وكليفلاند وفيلادلفيا من قبل. في النهاية، تَجذرَ ممثلوهم الحاليون (على الرغم من أن بوسطن أثبتت إشكالية خاصة حتى جرى قبول نيو إنجلاند باتريوتس في اتحاد كرة القدم الأمريكي في عام 1970). توسعت NFL من الساحل إلى الساحل، وهي الأولى من البطولات الأربع الكبرى للقيام بذلك في عام 1946 مع لوس أنجلوس رامز؛ لم يدخل اتحاد كرة القدم الأميركي جنوب الولايات المتحدة حتى قبول فريق دالاس كاوبويز وأتلانتا فالكونز ونيو أورليانز ساينتس في الستينيات.
أُنشئت لعبة بطولة في عام 1933، وجرى إنشاء مسودة في عام 1936، وتوحيد الجداول في ثلاثينيات القرن العشرين.
نشأ دوري منافس تاريخيًا لمحاولة تحدي هيمنة اتحاد كرة القدم الأميركي كل 10 إلى 15 عامًا، لكن لم ينجح أي منها في الحفاظ على عمليات طويلة المدى مستقلة عن اتحاد كرة القدم الأميركي سوى اثنين فقط الأول مؤتمر عموم أمريكا لكرة القدم في أواخر الأربعينيات والثاني كرة القدم الأمريكية.
كانت رابطة الستينيات قوية بما يكفي للتنافس بنجاح ضد الدوري قبل أن يَدمج اتحاد كرة القدم الأمريكي عملياته.
بدأت كرة القدم في الدوريات الصغيرة في الظهور في أواخر الثلاثينيات، على الرغم من عدم استقرار عضويات بطولاتها، وبقيت قابلة للتطبيق كنموذج أعمال حتى في السبعينيات.
كان أحد العوامل الرئيسية في صعود اتحاد كرة القدم الأميركي إلى الهيمنة هو احتضانهُ للتلفزيون في وقت مُبكر من تاريخ الرياضة.
نظراً إلى أن كرة القدم الجامعية قَيدت بشكل كبير حقوق فِرقها في بث المباريات (حكمت السياسة في النهاية أنها غير قانونية في عام 1984)، فقد سمح اتحاد كرة القدم الأمريكي بدلاً من ذلك ببث المباريات على مستوى الدولة، باستثناء مدينة الفريق؛ جرى تخفيف القيود في أوائل السبعينيات، وبحلول تلك النقطة، كان اتحاد كرة القدم الأميركي قد أمّن صفقات بث مع جميع شبكات التلفزيون الرئيسية، وهو عامل رئيسي آخر في عدم قدرة أي دوري منافس على اكتساب قوة جذب منذُ ذلك الحين.